# Готфрид (Хоенлое-Мьокмюл)
Готфрид фон Хоенлое-Мьокмюл (на немски: Gottfried von Hohenlohe-Möckmühl; * пр. 1294; † 4 август 1339) е господар на Хоенлое-Мьокмюл.

## Произход
Той е син на граф Крафт I фон Хоенлое-Вайкерсхайм († 1312/1313) и третата му съпруга Агнес фон Вюртемберг (1264 – 1305), вдовица на граф Конрад IV фон Йотинген († 1279) и на граф Фридрих II фон Труендинген († 1290), дъщеря на граф Улрих I фон Вюртемберг († 1265) и първата му съпруга Мехтхилд фон Баден († сл. 1258). По други източници той е син от втората съпруга на баща му Маргарета фон Труендинген († 1293/1294).
Полубрат е на Конрад († 1329/1330), господар на Хоенлое, и Крафт II († 1344), граф на Хоенлое-Вайкерсхайм (1313 – 1344).

## Фамилия
Готфрид фон Хоенлое-Мьокмюл се жени пр. 3 ноември 1319 г. за Елизабет фон Еберщайн (* ок. 1310; † 1381), дъщеря на граф Попо II фон Еберщайн (Бопо I) († 1329) и Юта фон Диц-Вайлнау († 1317). Те нямат деца.